# 吉井友彦
吉井 友彦（よしい ともひこ、1983年〈昭和58年〉11月16日 - ）は、笠松競馬場の森山英雄厩舎に所属していた京都府出身の元騎手。

## 来歴
2001年にデビューし、4月22日の水沢競馬場でイスズオッジで初騎乗。同年5月4日の水沢でのラックセイフ（8戦目）で初勝利。
岩手競馬で15勝を挙げたが、2002年11月の騎乗を最後に一度引退。
2008年1月1日付で騎手免許を再取得し、笠松競馬場で復帰。1月21日の4Rでフクノスズランに騎乗し、復帰後初勝利を飾った。
2010年11月22日、笠松でデルマティベリウス（1,846戦目）に騎乗し、地方競馬通算100勝を達成。
2021年1月7日の第16回笠松競馬2日目、第12競走においてヤマニンパジャッソ（森山英雄厩舎）で勝利し、地方競馬通算1,000勝を達成。
2021年4月21日、笠松競馬所属の騎手や調教師らによる馬券購入が発覚した問題で競馬関与停止5年の処分を受け、同日付で騎手免許を取り消された。
騎手としての通算成績は、地方8215戦1003勝、2着1032回、3着1094回（勝率12.2%・連対率24.8%）。中央競馬60戦0勝、2着1回。

## 主な騎乗馬
- モエレトゥループ（2010年ジュニアクラウン）
- リックタラキチ（2014年クイーンカップ）
- マルヨバナーヌ（2014年ライデンリーダー記念）
- ミスミランダー（2015年ラブミーチャン記念）
- サザンオールスター（2017年新緑賞）